# 클레이턴 루이스
클레이턴 리스 루이스(영어: Clayton Rhys Lewis, 1997년 2월 12일 ~ )는 뉴질랜드의 축구 선수로 현재 호주 A리그의 맥아서 FC에서 공격형 미드필더로 뛰고 있다.

## 선수 경력

### 클럽
2013년 팀 웰링턴 소속으로 프로에 입문한 후 이듬해인 2014년부터 2015년까지 원더러스 SC에서 활동하다가 또 이듬해인 2015년 뉴질랜드 1부 리그의 강호 오클랜드 시티로 이적 후 팀의 리그 2연패(2015-16, 2016-17), OFC 챔피언스리그 2연패(2016년
, 2017년), ASB 채리티컵 2연패(2015-16, 2016-17), 2017년 구정컵 우승 등의 주역으로 활약했다.
그리고 2017 시즌 종료 후 2019년까지 당시 잉글랜드 EFL 챔피언십 소속팀인 스컨소프 유나이티드에서 활동하며 2017-18 시즌 2부 리그 5위의 호성적에 기여했으나 차기 시즌인 2018-19 시즌에서는 2부 리그 23위의 성적에 그치며 3부 리그로 강등된 후 친정팀인 오클랜드 시티로 복귀하여 2019-20 시즌 리그 우승, 2019년 OFC 챔피언스리그 4강 진출에 일조한 뒤 자신의 고향팀이자 A리그 소속팀인 웰링턴 피닉스로 이적했다.

### 국가대표팀
2015년 1월 31일 차두리의 은퇴 경기인 대한민국과의 원정 친선 경기에서 국제 A매치 데뷔전을 치른 후 뉴질랜드 U-20 대표팀 소속으로 자국에서 열린 2015년 FIFA U-20 월드컵에 출전하여 미얀마와의 A조 조별리그 최종전에서 득점을 기록하며 뉴질랜드의 FIFA 주관 대회 사상 첫 16강 진출에 기여했다.
그 후 멕시코와의 2017년 FIFA 컨페더레이션스컵 A조 조별리그 2차전에서 크리스 우드의 득점을 어시스트했지만 팀의 3전 전패를 막지 못했고 코로나19 범유행으로 1년 연기된 2020년 하계 올림픽에 뉴질랜드 U-23 대표팀 소속으로 출전하여 뉴질랜드 축구 역사상 올림픽 첫 8강 진출에 기여했다.

## 수상

### 클럽
오클랜드 시티
- 뉴질랜드 풋볼 챔피언십 : 우승 (2015-16, 2016-17, 2019-20)
- OFC 챔피언스리그 : 우승 (2016, 2017), 4강 (2019)
- ASB 채리티컵 : 우승 (2015-16, 2016-17)
- 구정컵 : 우승 (2017)